# Ulička v Delftu

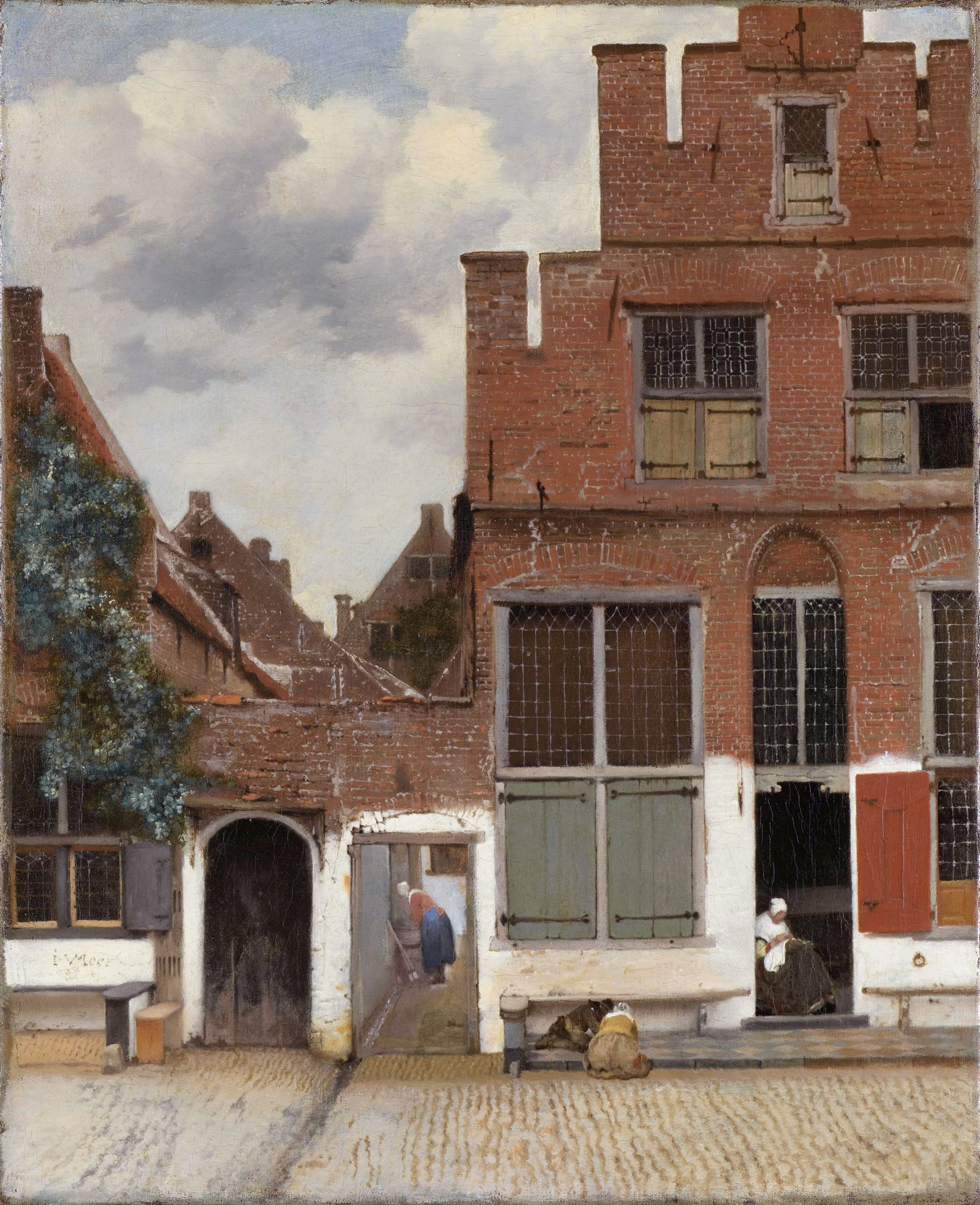
Jan Vermeer, Ulička, 1658–1661.

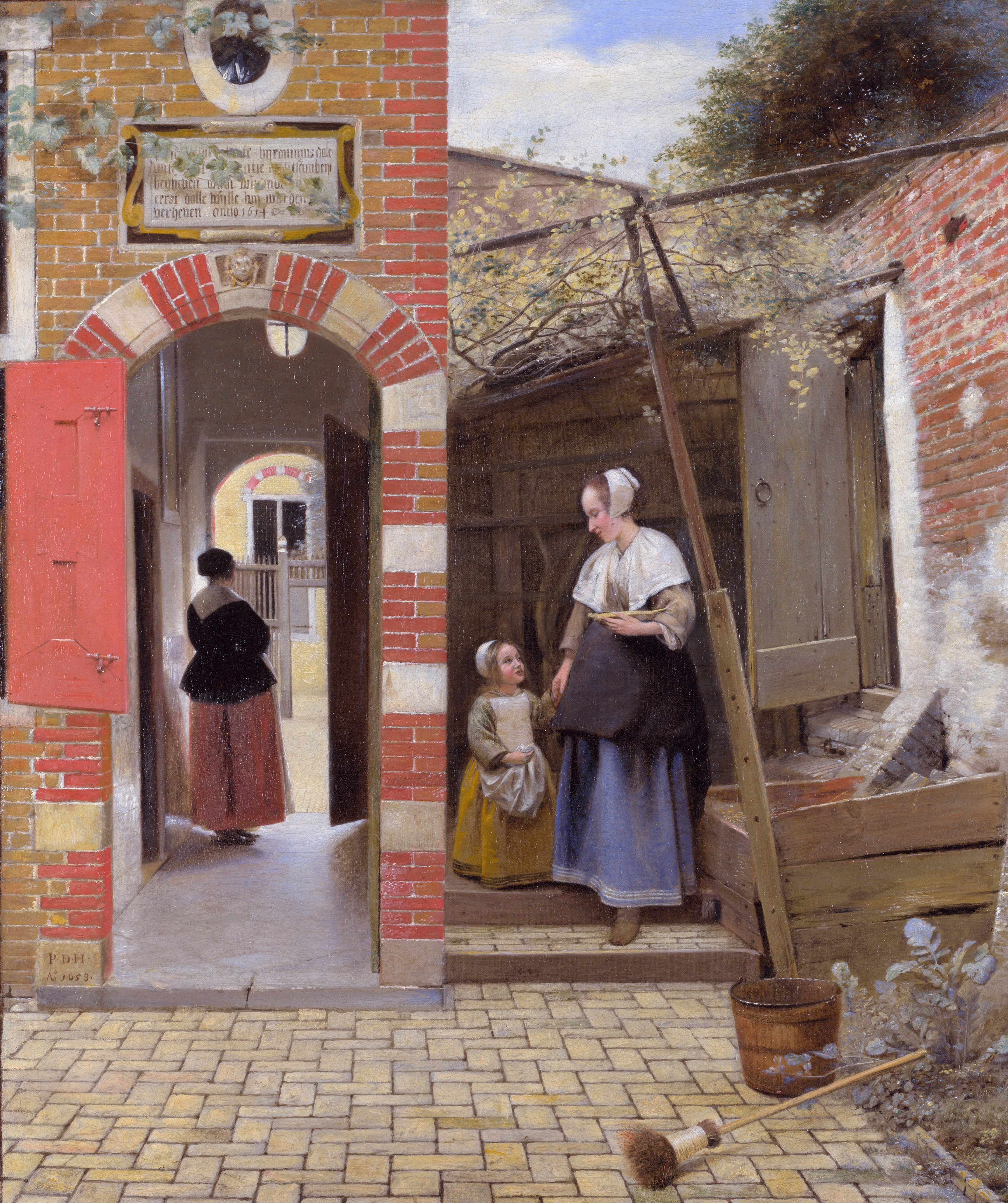
Pieter de Hooch, Dvorek, 1658, National Gallery v Londýně

Ulička (nizozemsky Het Straatje) je obraz Jana Vermeera datovaný do let 1658–1661. Plátno je signováno, podpis i VMeer se nachází na levé straně dole, pod oknem.

## Historie
V průběhu staletí byl obraz v držení řady vlastníků:
- ?: obraz od Jana Vermeera zakoupil Pieter van Ruijven (1624–1674), Delft,
- 1674: obraz zdědila Magdalena van Ruijven († 1682)
- 16. května 1696: obraz prodán ze sbírky Jacoba Dissiuse
- 8. dubna 1800: obraz zakoupil Pieter van Winter (1745–1807)
- 1807: obraz zdědila Lucretia Johanna van Winter (1785–1845)
- ?: obraz zdědil Jhr. Jan Pieter Six (1824–1899)
- 1899: obraz zdědil Jan Six (1857–1926), Amsterodam
- 12. dubna 1921: prodej ze sbírky Jana Sixe, Amsterodam
- 1921: obraz koupil Sir Henry Wilhelm August Deterding (1866–1939), Londýn, od Jana Sixe, Amsterodam
- červenec 1921: Sir Henry Wilhelm August Deterding věnoval obraz do Rijksmuseum, Amsterodam

Počátkem 20. století se nacházel ve sbírce nazvané Collectie Six podle sběratele umění Jana Sixe, který za něj požadoval milion guldenů. Nakonec získal obraz ze sbírky v roce 1921 za 650 000 guldenů Henri W. A. Detering, který jej následně věnoval nizozemskému státu. Od té doby se obraz nachází v amsterodamském Rijksmuseum.

## Popis
Na obraze (olej na plátně, rozměry 54,3×44 cm) je zachycena část ulice, dlážděné kočičími hlavami, u níž stojí dva domy, oddělené dvěma průchody. Dominantně působí dům na pravé polovině obrazu – třípodlažní stavba se stupňovitým štítem. Většina oken je zavřená, což navozuje dojem, že dům je uzavřen. Pouze v otevřených dveřích domu sedí žena zaujatá ruční prací (paličkováním krajek). Kromě ní jsou na plátně další tři postavy: dvě děti klečící na zemi a děvečka v průchodu vlevo, skloněná nad nádobou s vodou. Všichni se věnují své činnosti a vzájemně spolu nekomunikují; i proto působí obraz dojmem obzvláštního klidu.
Identifikací místa, které Vermeer zachytil, se zabývají badatelé již odedávna. Názory jsou různé: vedle nejčastěji se objevující teorie, že jde o pohled na Voldergracht, namalovaný ze zadních oken domu "Mechelen" u Marktveld v Delft, jsou zmiňovány i jiné lokalizace – Oude Langendijk, Nieuwe Langendijk, Trompetdtraat, Spieringstraat, Achterom či Vlamingstraat. Podle první hypotézy stál za "Mechelenem" dům (na obraze by to byla budova zprava), který byl v roce 1661 zbourán, aby udělal místo pro nové sídlo gildy sv. Lukáše, cechu sdružujícího a zastřešujícího výtvarné umělce, tedy i Vermeera. V holandském malířství byla častá vyobrazení budov ohrožených zničením, jež byla vytvářena s cílem uchovat pro budoucnost v paměti jejich vzhled. Takové obrazy tvořili mj. Egbert van der Poel (např. Pohled na Delft po výbuchu prachovny v roce 1654, National Gallery v Londýně), Daniel Vosmaer. Je tedy možné, že i Vermeer chtěl zvěčnit vzhled domu, jenž měl zakrátko přestat existovat.
Není však také vyloučeno, že Vermeer nezachytil skutečný vzhled konkrétní ulice, ale umístil na obraz prvky z různých míst. To dělal jeho současník, Pieter de Hooch, který kromě výjevů v interiérech maloval pohledy na dvorky, ulice a zahrady. De Hooch namaloval dva obrazy, na nichž je jedna brána, ale zachycená ze dvou různých stran (Dvorek, 1658, National Gallery v Londýně a Dvorek, 1658, The Trustees of Mr. Julian Byng's Marriage Settlement).
Ulička je jedním z pouhých dvou Vermeerových obrazů, na nichž je zachycen motiv města a kde Vermeer namaloval oblohu. Všeobecně se má za to, že její vytvoření předcházelo vznik obrazu Pohled na Delft, dalšího ze dvou uvedených.
Jako v řadě dalších případů i zde Vermeer provedl změny v konečné kompozici – odstranil např. ženskou postavu, jež se nacházela vpravo od vstupu do průchodu.
Rostlinný pokryv cihlové stěny na levé straně obrazu má v současnosti modrý odstín. Zeleň Vermeer získával smícháním žluti s modří a postupem času se výsledná zelená barva mohla změnit v modrou.